# Тоизм

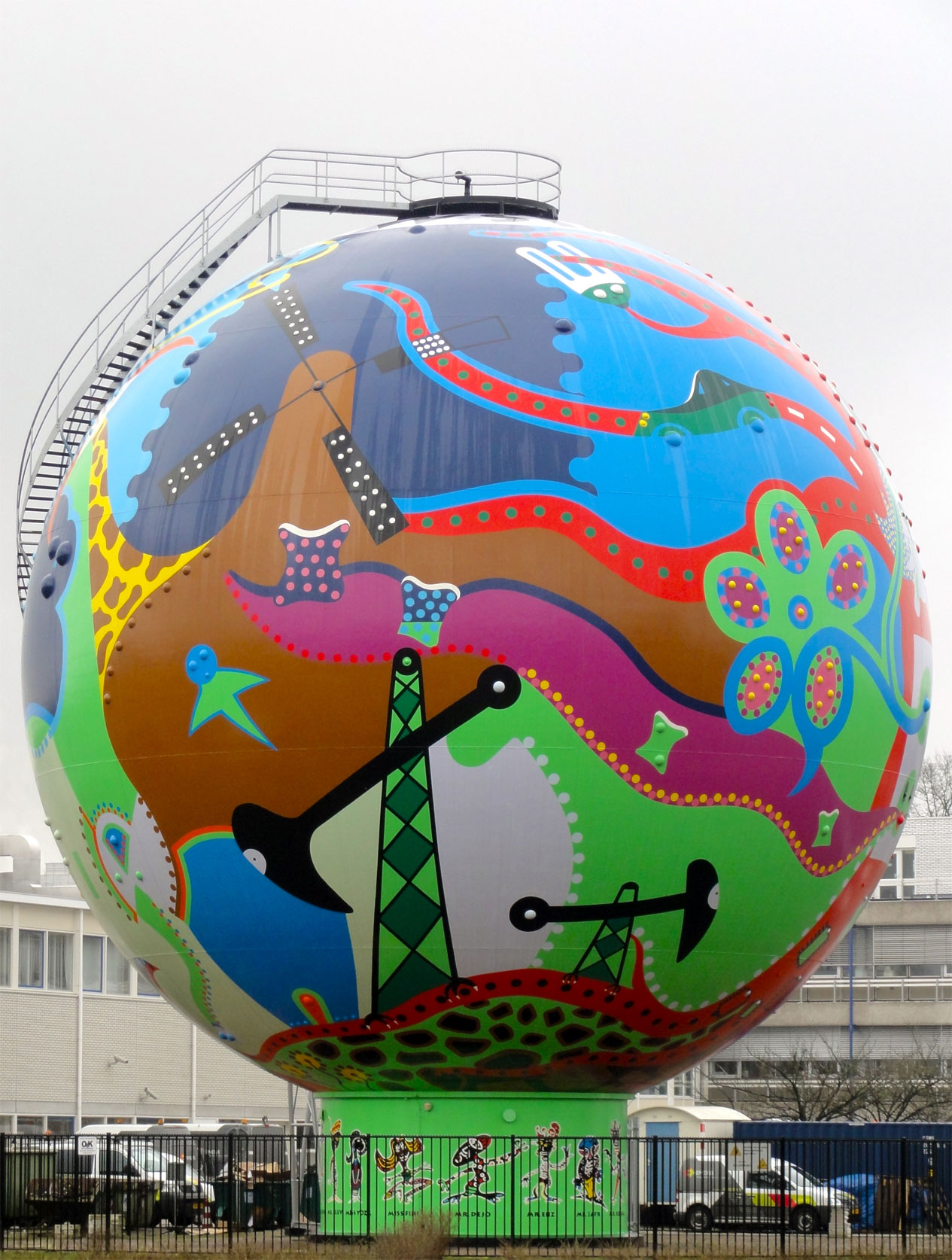
Де Стип — жить с энергией, расположена в Dordsestraat в Эммене

Тоизм — это направление в современном искусстве, зародившееся в 1990-х годах в Эммене. Слово отражает игривый характер произведения и его философию. Суффикс «-изм» отсылает к движениям, которые существуют в мире искусства и религии. Тоизм является направлением в искусстве, которое демонстрирует новый, критический и чувственный взгляд на современный мир.

## Истоки

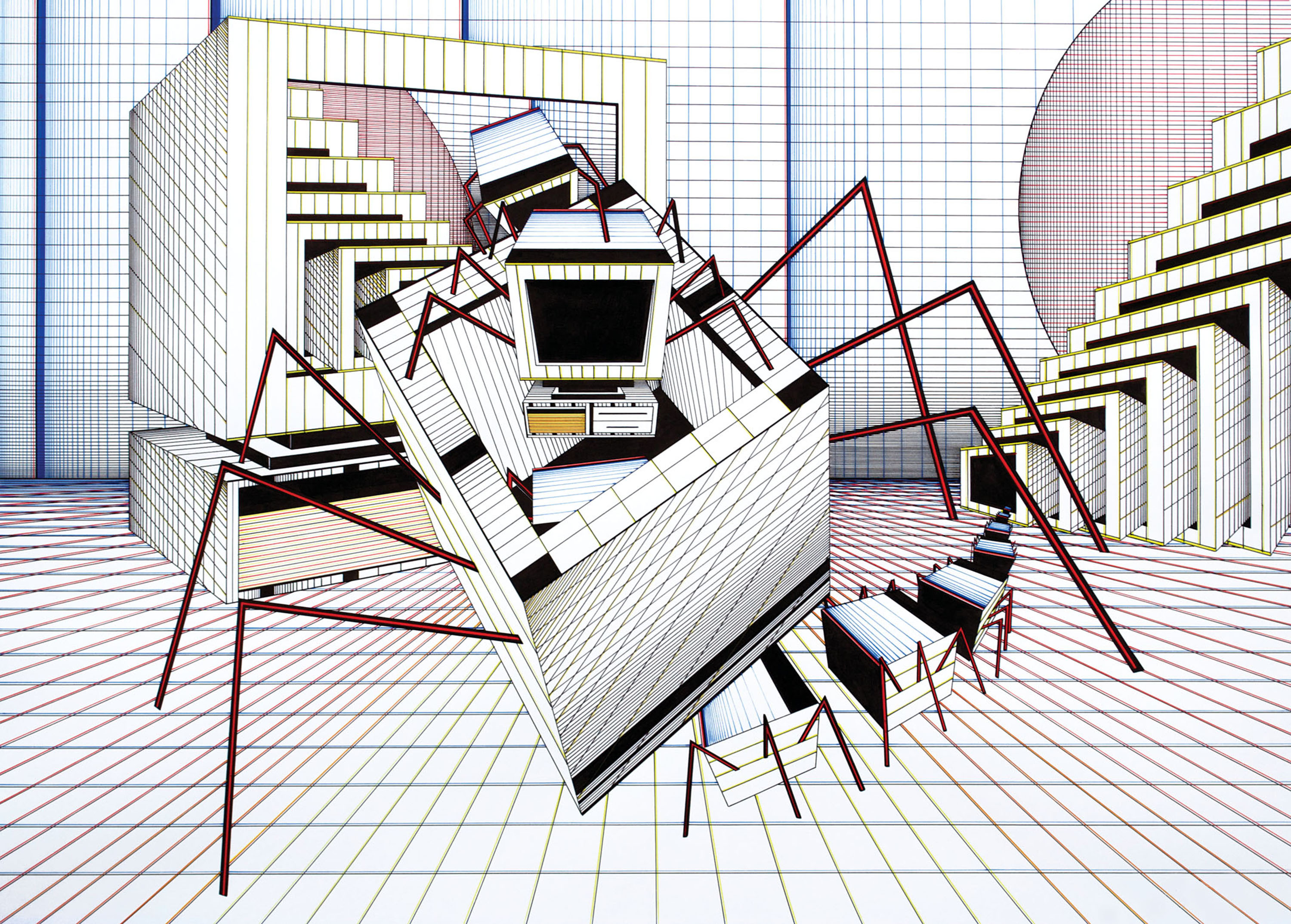
Побег от компьютерных пауков, Деян, 1990

Название возникло в 1990 году, когда тоист Деян сделал графическую работу под названием «Побег от компьютерных пауков». Именно это произведение и аналогичные работы положили начало стилю. Однако прошло еще два года, прежде чем это привело к манифесту. 5 сентября 1992 художник и музыкант Деян (псевдоним) из Эммена пишет манифест под названием Мать и знакомит аудиторию с тоизмом.

## История

### 1992—2000
Через пару месяцев после того, как манифест был написан, два других художественных течения Эммена присоединились к движению. В первом периоде в основном темы были отработаны в сюрреалистической манере — например, художники изображали иконки компьютеров и космических кораблей в своих картинах. Эти значки представляли посещения художников. Первая выставка состоялась 24 февраля 1993 года в Феенпарке. Через год после основания работа была выставлена в Нью-Йорке. Использовались образный стиль с однородными областями цвета и упрощенные элементы, вдохновленные Супер Марио, а также игровой приставкой Нинтендо. После того, как триумвират распался, основатель Деян решил создать мир, и его озарило вдохновение, чтобы сделать тоизм международным и открытым.

### 2002
После кругосветного путешествия Деян переписал манифест и предложил другим художникам присоединиться к движению. С 2002 года группа художников быстро растёт и к ней присоединяются люди со всего мира (из Таиланда, Южной Африки, Малайзии, США, Исландии, Мексики, Перу, Италии, Австралии, Канады, Бельгии, Нидерландов, Румынии).

### Настоящее время
Тоисты уже создали 777 произведений искусства: от картин до скульптур и зданий. У тоистов была постоянная студия/галерея в Эммене до 2015 года. В том же году они перенесли свою штаб-квартиру в город Гронинген. Теперь у них есть галерея в Вилла Хейманс рядом с Гронингенским музеем.

## Философия
Философия тоизма заключается в том, что художники работают как коллектив, а не отдельные лица, поэтому один тоист не может рассматриваться как более важный или известный, чем другие. Между художниками нет конкуренции. Явное послание, которое они несут: наивысшую ценность имеет произведение, а не художник, создавший его. Хотя артисты и создают собственные работы, во многих случаях тоисты работают вместе, поэтому художественное произведение нельзя отнести к одному человеку.

## Манифест
Секретный манифест Мать включает много элементов. В основном это картины, но в последнее время также и скульптуры, трафареты, ювелирные изделия и предметы из художественного стекла. Манифест предназначен только для художников, желающих присоединиться к движению. Эти произведения можно рассматривать как детей Матери и одного или нескольких родителей (художников). Родителем может быть мужчина или женщина, или даже больше художников, представляющих одного из родителей рядом с Матерью. Это может быть связано с анонимностью родителей, ведь они работают, используя псевдоним, скрывая свою реальную личность от зрителей. Каждый родитель смешивает свои идеи и характеристики со свойствами Матери. Это сильно связывает детей, ведь они произошли от Матери.

## Псевдоним
Каждый тоист, присоединяющийся к группе, выбирает себе псевдоним, начиная с одной из доступных букв алфавита, которая еще не используется другим тоистом. Это означает, что в группе не может быть более 26 художников. Каждый тоист выбирает так называемую куклу, значок, представляющий художника. С помощью этих кукол тоист имеет свое лицо перед публикой, хотя он или она на самом деле безликий. Тоисты никогда не показывают свое лицо (на фото или камеру), вместо этого они носят маски, скрывая свои личности.

Все тоисты под своими псевдонимами, бывшими или настоящими, являются частью движения:

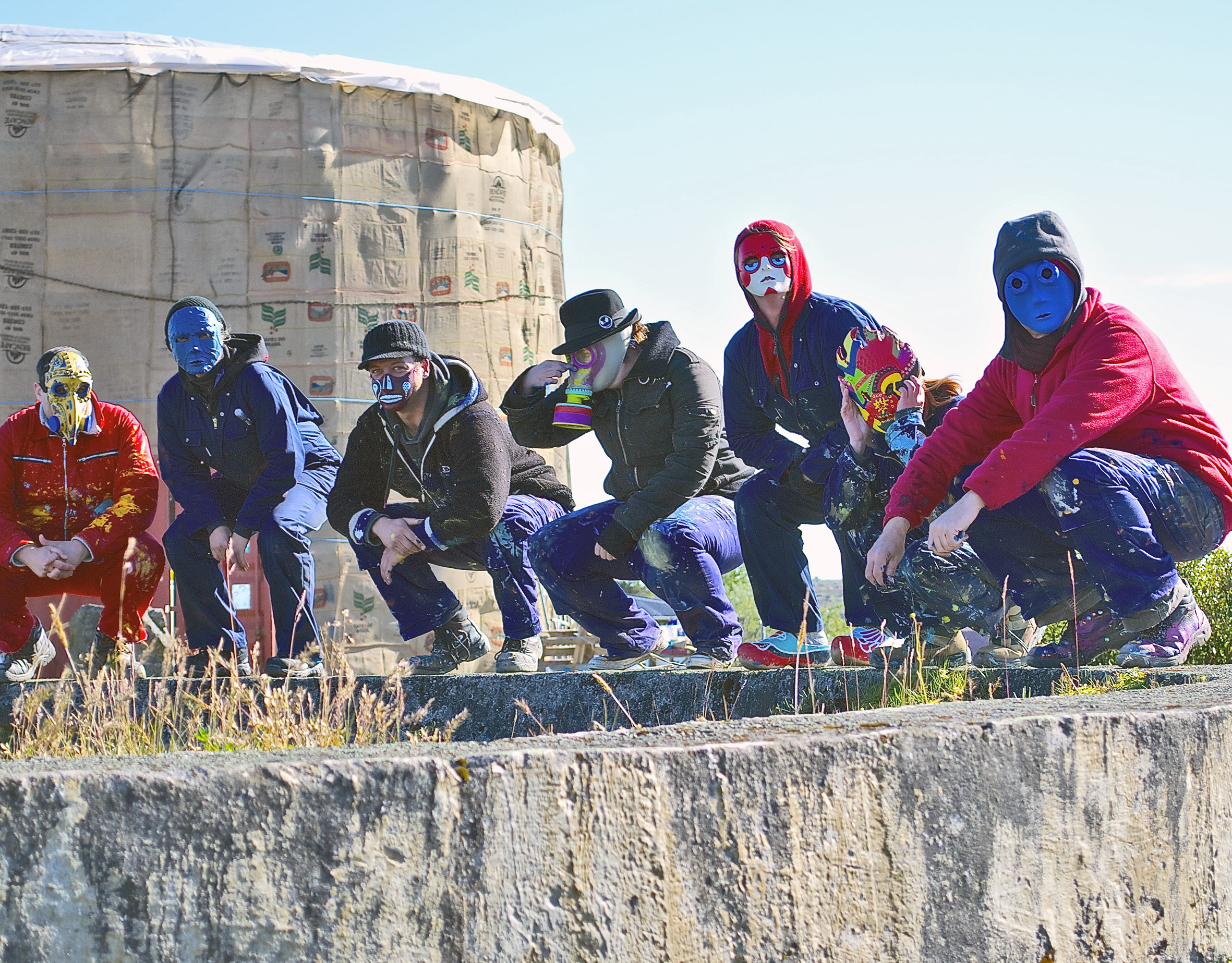
Тоисты в Uppspretta
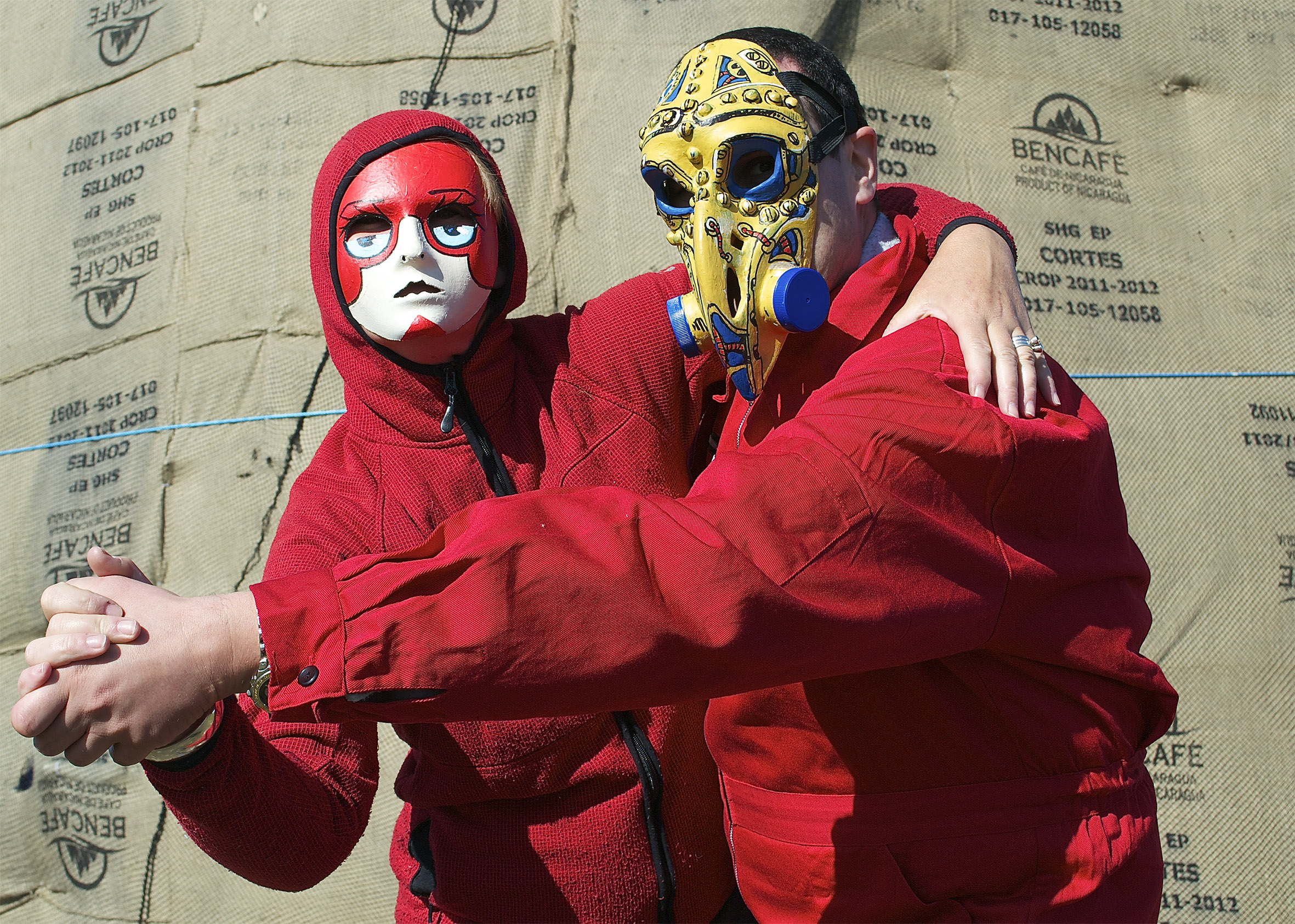
Тоисты Blissem и Hribso
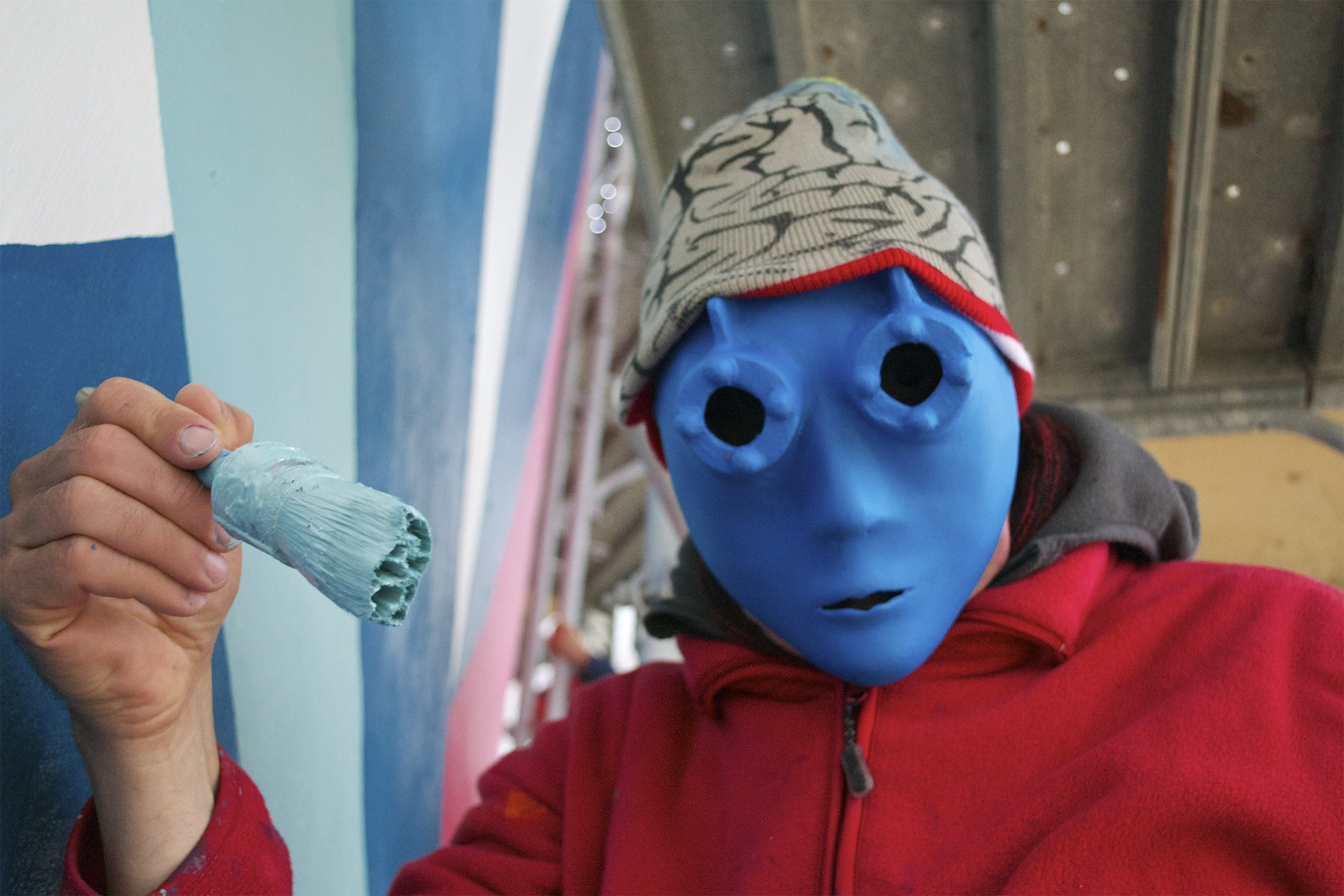
Тоист Деян
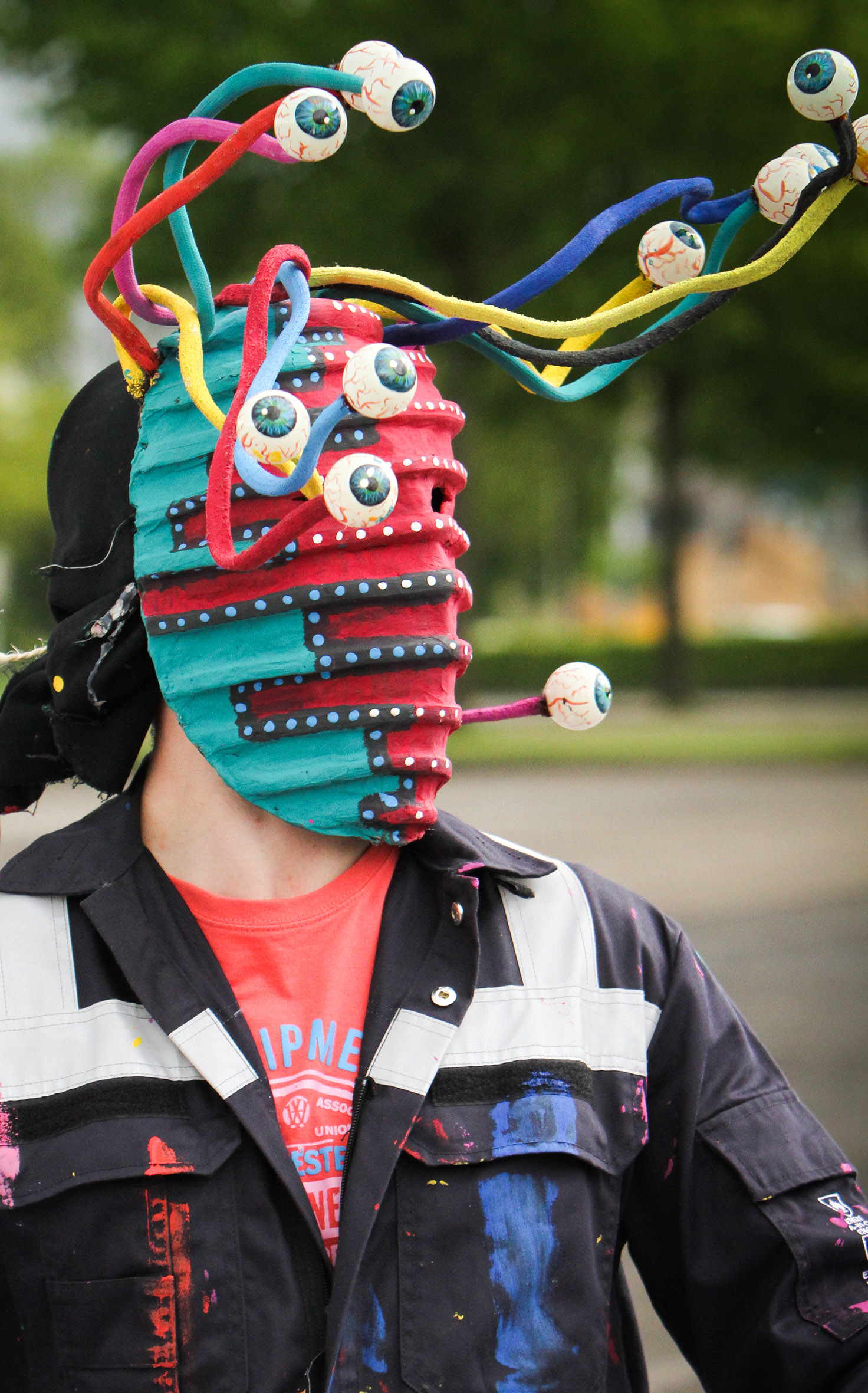
Тоист Gihili
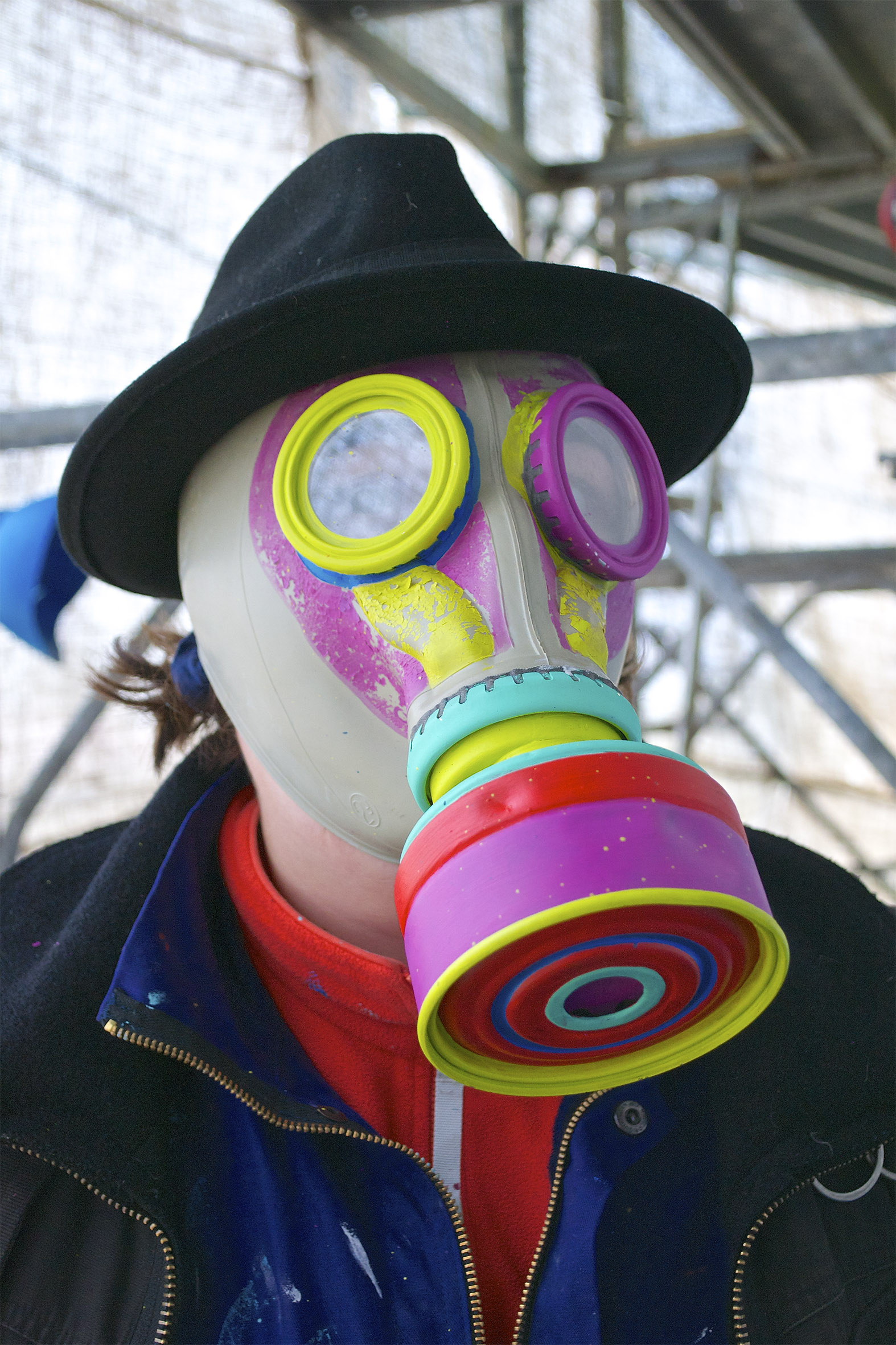
Тоист Qooimee

## Характеристики
- Фигуры
- Сторителлинг
- Цвета не смешиваются, а выделяются на фоне друг друга
- Точки
- Превосходное мастерство
- Современные предметы
- На первый взгляд радостные произведения, но часто с серьезным подтекстом

## Проекты

### Игры Разума
Концепт игры был придуман в 2004 году. Двое художников сражаются друг с другом и при этом вместе создают композицию. На основе существующих игр, таких как крестики-нолики, шахматы и четыре-в-ряд, две основные темы (и при необходимости подтемы) разрабатываются художников. Зачастую полное художественное произведение состоит из отдельных произведений искусства, которые могут быть соединены по-разному, визуализируя различные игровые ситуации.

### Проект Точка (De Stip)

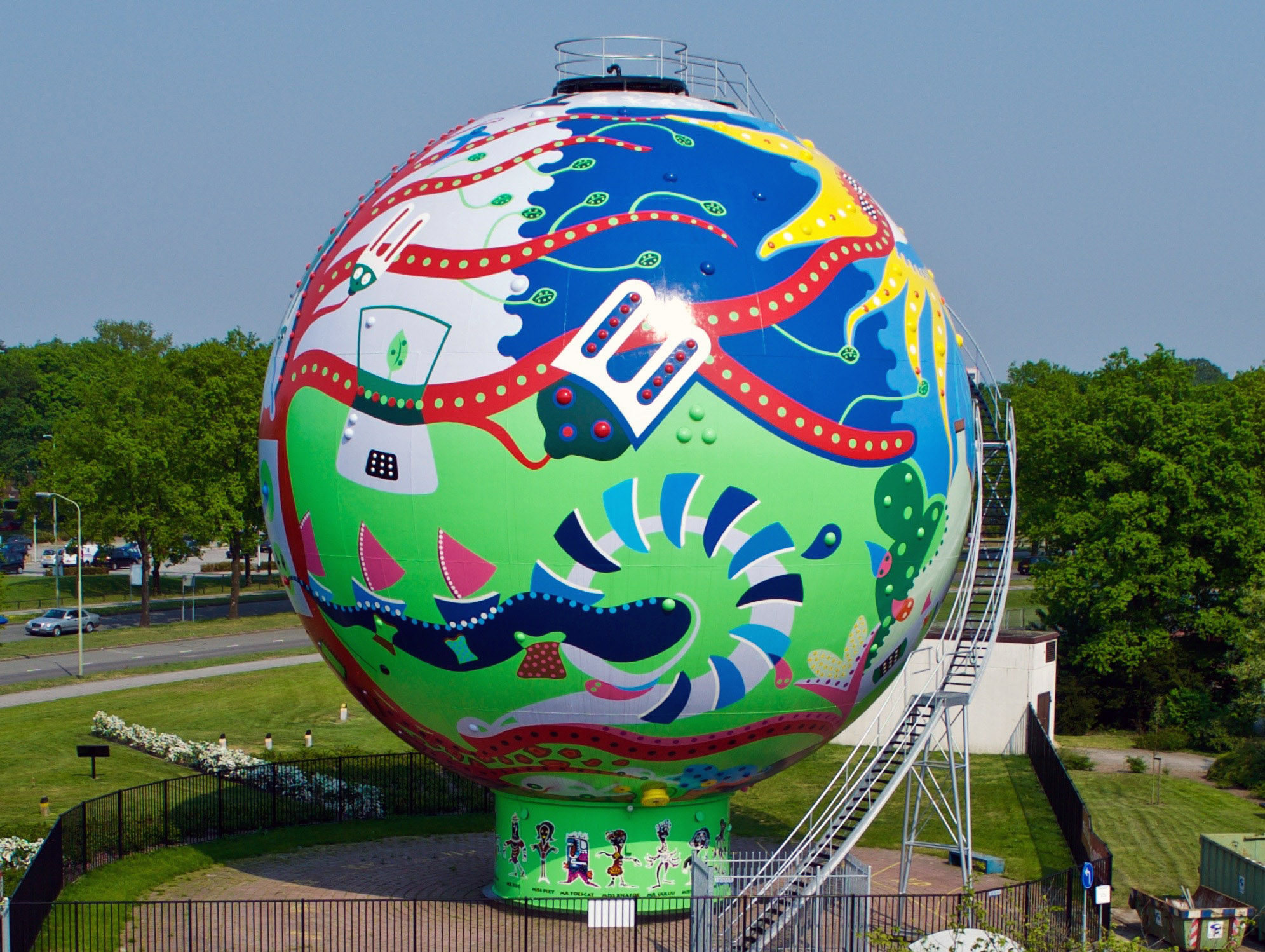
Точка, Эммен, Нидерланды

14 июля 2009 года группа решилась на масштабный проект: покрыть живописью сферической газовой контейнер для хранения, 22 метра в высоту и 1250 квадратных метров поверхности, расположенной в городе Эммен, Нидерланды. За 9 месяцев (6000 часов) тоисты превратили этот объект в красочное произведение искусства под названием Точка.

### Toyism Ка
Автомобиль Форд Ка был преобразован в произведение искусства, которое передвигалось по городу Эммен, после чего автомобиль был куплен частным лицом в ходе публичной продажи.

### Парад Слонов 2010
В 2010 году выставка «парад слонов» состоялась в Эммене, в том же году, в котором зоопарк Эммена праздновал свое 75-летие. По этому поводу тоистами был разработан «E-Phant» (Energy-Phant). Будучи продолжением «живой энергией», проект «E-Phant» оснащен солнечными коллекторами в ушах «слона», с помощью которых батареи заряжаются в светлое время суток и после этого способны освещать пространство в течение двадцати часов, когда стемнеет.

### Отель Тен Кейт

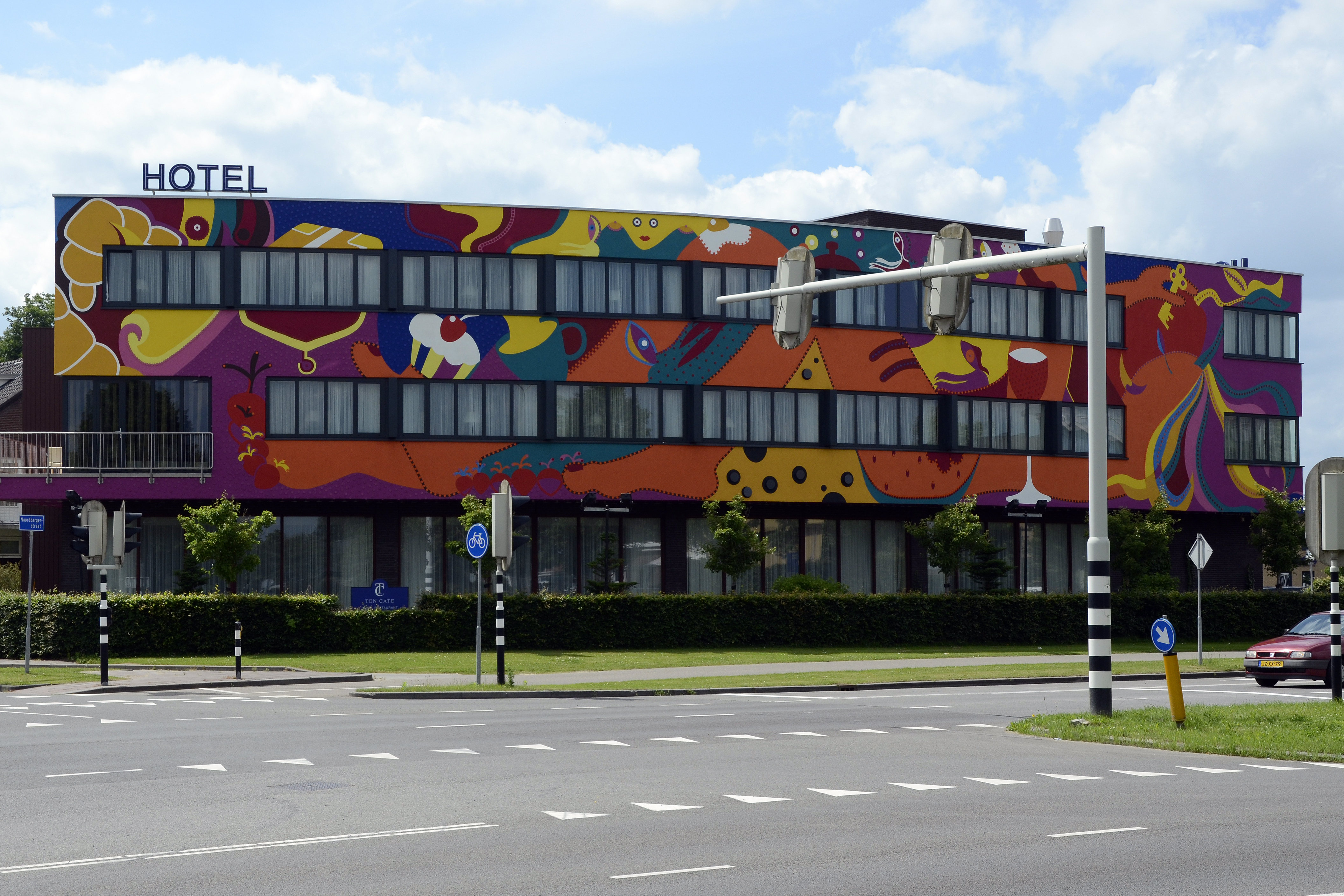
Отель Тен Кейт, Эммен, Нидерланды

В 2012 году тоисты начали превращать отель Тен Кейт в Эммене в огромное произведение искусства. 16 мая 2012 года состоялся официальный релиз. Фасад стал гигантской картиной под названием «Мечты на завтрак». В отеле один номер был преображен в произведение искусства, в котором люди могут спать. В октябре того же года были обставлены еще шесть номеров, в дальнейшем планируется работа над остальными помещениями. Не только комнаты являются предметами живописи — их покрытие и шторы также изменены. Каждый номер имеет свою собственную тему: например, «саванна — спящий лев», «кино — Чарли играет на пианино», «бал-маскарад — прятки», «подводный мир — Тайны Океана».

### Uppspretta

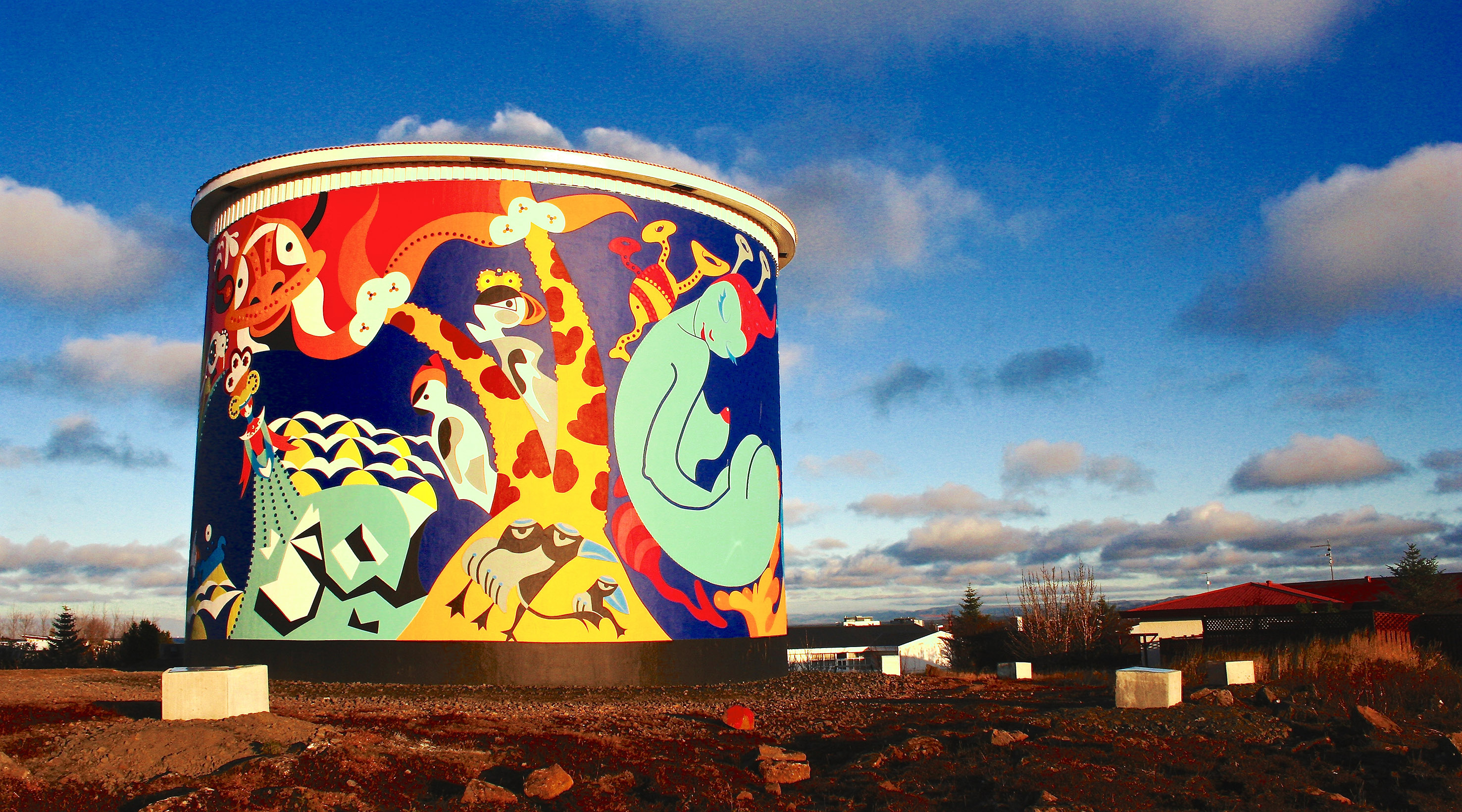
Uppspretta, Кеблавик, Исландия

Заброшенная водонапорная башня расположены в Кеблавике, Исландия. Она преобразилась волшебным образом благодаря тоистам. Красочный сюжет, показанный на этом объекте, рассказывает о легенде об Uppspretta. Проект был реализован летом 2013 года. Несмотря на очень плохую погоду, 11 тоистов смогли решить эту задачу всего за 6 недель. С Uppspretta тоисты сделали свой первый шаг за рубежом в качестве художественного коллектива.

## Представительство
Тоисты представлены 'Студией тоизма в Гронингене.

### Цитаты
- «Until now, every artist has played an individual game within his own composition. Now the compositions have become the starting point for everyone, so that the work of two artists can be combined into one work of art via certain rules of play.»[8]

- «What I find even more interesting is the contemporary sense of Toyism. We live in an era of individualism with egocentric characteristics. The toyists present themselves as a group. That is exactly what distinguishes them from the rest.»[9]

- «Establish the framework. Determine the playing field. Come to clear agreements (…) In contrast to what is often believed, agreements and strict rules need not interfere with the pleasure or the creative process. Drawing the lines during the game and knowing the boundaries of the playing field, handling restrictions creatively and attempting to obtain the maximum out of yourself and the game, those are things that toyists know all about. Actually, that’s what it’s all about for them»[10]

- «Есть бесчисленное количество художников, но счётное количество — это те, кто находится впереди.»[11]